# Begonia preussii
Espèce
Synonymes
- Begonia buchholzii Gilg[1]
- Begonia sessilanthera Warb.[1]
- Begonia warburgii Gilg[1]

Statut de conservation UICN

 VU A2c : Vulnérable
Begonia preussii Warb. est une espèce de plantes de la famille des Begoniaceae, de la section Tetraphila.
Elle a été décrite en 1897 par Otto Warburg.

## Étymologie
Son épithète spécifique preussii rend hommage au botaniste allemand Paul Rudolph Preuss, qui récolta des spécimens au Cameroun.

## Description
C'est une herbe épiphyte ou, selon Warburg, un arbuste de 60 cm de hauteur.

## Habitat et distribution
Assez commune, l'espèce est présente principalement sur une vingtaine de sites dans plusieurs régions du Cameroun (Sud-Ouest, Littoral, Centre, Sud), également au sud-est du Nigeria et en Guinée équatoriale sur l'île de Bioko.
D'abord considérée comme une « espèce en danger », elle a été réévaluée en « vulnérable » malgré les dégradations de son habitat, du fait de la découverte de nouvelles localisations au Cameroun.